# Iwan Mierzycan
Iwan Mierzycan, poljski general, * 1910, † 1963.